# Stefano Spremberg
Stefano Spremberg (* 24. März 1965) ist ein ehemaliger italienischer Leichtgewichts-Ruderer. Spremberg belegte bei den Weltmeisterschaften 1984 den zweiten Platz mit dem Leichtgewichts-Achter hinter dem dänischen Boot. Von 1985 bis 1988 gewann der italienische Leichtgewichts-Achter vier Weltmeistertitel, 1986 und 1987 vor den Deutschen, 1985 und 1988 vor dem Boot aus den Vereinigten Staaten.

## Medaillen bei Weltmeisterschaften
- WM 1984: 2. Platz im Leichtgewichts-Achter (Fabrizio Ravasi, Michele Savoia, Vittorio Torcellan, Salvatore Orlando, Stefano Spremberg, Paolo Marostica, Andrea Re, Pasquale Marigliano und Steuermann Massimo Di Deco)
- WM 1985: 1. Platz im Leichtgewichts-Achter (Maurizio Losi, Michele Savoia, Vittorio Torcellan, Massimo Lana, Stefano Spremberg, Paolo Marostica, Andrea Re, Fabrizio Ravasi und Steuermann Massimo Di Deco)
- WM 1986: 1. Platz im Leichtgewichts-Achter (Maurizio Losi, Michele Savoia, Vittorio Torcellan, Massimo Lana, Stefano Spremberg, Carlo Gaddi, Andrea Re, Fabrizio Ravasi und Steuermann Massimo Di Deco)
- WM 1987: 1. Platz im Leichtgewichts-Achter (Maurizio Losi, Alfredo Striani, Vittorio Torcellan, Massimo Lana, Stefano Spremberg, Carlo Gaddi, Andrea Re, Fabrizio Ravasi und Steuermann Sebastiano Zanetti)
- WM 1988: 1. Platz im Leichtgewichts-Achter (Alfredo Striani, Andrea Re, Stefano Spremberg, Maurizio Losi, Fabrizio Ravasi, Enrico Barbaranelli, Sabino Bellomo, Vittorio Torcellan und Steuermann Luigi Velotti)